# هیکل قمامدیه
هیکل قمامدیه (عربی: هيكل قمامدية؛ زادهٔ ۲۲ دسامبر ۱۹۸۱) یک بازیکن فوتبال اهل تونس است.
وی همچنین در تیم ملی فوتبال تونس بازی کرده‌است.